# Nuevo Ideal
Nuevo Ideal é um município do estado de Durango, no México.

## Demografia
O censo populacional de 2000 estimou uma população de 25,985 habitantes, sendo 13,745 mulheres e 13,533 homens.